# フォーク・イン・ザ・ロード
| 専門評論家によるレビュー | 専門評論家によるレビュー |
| レビュー・スコア         | レビュー・スコア         |
| 出典                     | 評価                     |
| ------------------------ | ------------------------ |
| AllMusic                 | [ 2 ]                    |
| Blender                  | [ 3 ]                    |
| The Guardian             | [ 4 ]                    |
| musicOMH                 | [ 5 ]                    |
| PopMatters               | [ 6 ]                    |
| Robert Christgau         | [ 7 ]                    |
| Rolling Stone            | [ 8 ]                    |
| Uncut                    | [ 9 ]                    |

『フォーク・イン・ザ・ロード』（Fork in the Road）は、カナダ／アメリカのミュージシャン、ニール・ヤングの31枚目のスタジオ・アルバムで、2009年4月7日にReprise Recordsからリリースされた。このアルバムは2009年7月26日にLPレコードで発売された。

## 背景
このアルバムは、代替エネルギーだけで走るように改造されたヤングのリンカーン・コンチネンタルと、ヤングがメカニックのジョナサン・グッドウィンとともに取り組んでいるリンクボルト・プロジェクトにインスパイアされたものだ。このプロジェクトは、自動車用の実行可能な電気エネルギー発電システムを開発するものである。ヤング自身が所有する1959年製のリンカーン・コンチネンタルが、完成したプロトタイプとなる。L.A. ジョンソンが制作したドキュメンタリーでは、この電気自動車がワシントンDCまで初の長距離走行をする様子を追った。ヤングはまた、ハフィントン・ポストのウェブサイトへの一連の投稿を通じて、このトピックに関する自身の考えを発表した。
2010年11月、この車は火災を起こし、倉庫とそこに保管されていたヤングの所有物に100万ドル以上の損害を与えた。ヤングはこの火災を人為的ミスのせいにし、彼と彼のチームは車の再建に全力を尽くすと語った。「壁の充電システムは完全にテストされておらず、放置されたこともなかった。ミスがあった。車のせいではない」と彼は語った。

## 作詞作曲
フューエル・ライン」は、燃料価格の高騰と、ヤングの代替燃料やエネルギー源への関心から着想を得た曲だ。
「ガソリンの価格が1ガロンあたり2.35ドルで、全体的に右肩上がりで年々乱高下している中、私は私は「Fill 'er up'」と「Keep fillin' that fuel line」というコーラスをフィーチャーした「Fuel Line」という曲をレコーディングした。私は、リンクボルトと電気自動車に関する曲をたくさん書いて演奏していた。私たちが作ったアルバム『Fork in the Road』は2009年にリリースされた。多くの人が、私がそのテーマについてアルバムを作ったことに腹を立て、悪い評価を受けたが、それは私の頭の中にあったことであり、私はこだわることができる。こだわりを持つことは、創造性にとってそれほど悪いことではない」
「ガソリンスタンドは巨大石油企業の触手であり、その触手は毎日私たち全員に伸びている。もし路上での給油をなくすことができれば、どんな技術であれ、家の暖房や電灯をつけるための電力など、発電の方法を変え、世界の仕組みを変えることができる。私は、今こそ私たちがそれに挑戦すべき時だと思う。ゴールを設定しないことによって達成されたゴールはない」
「ジョニー・マジック 」は、Hライン・コンバージョンのウィチタのメカニック、ジョナサン・グッドウィンのために書かれた。ヤングはグッドウィンを雇い、彼の1959年型リンカーン・コンチネンタル・コンバーチブルをハイブリッド車に改造した。ヤングは、可能性を示すために、彼のコレクションの中でも最大級の車両を選び、電気自動車に変換した：
「人々は車を愛し、特にここアメリカでは、車から連想される精神を持っている。大きな車を愛し、大きな道路を愛し、大きな人間なのだ。だから、アメリカ人に小さな電気自動車を売ることはできない。一部の人には売れるかもしれないが、簡単には売れない。だから、路上での給油をなくす方法はある
「Cough Up the Bucks」は、2007年から2008年にかけての金融危機と、それに伴うウォール街の救済措置にインスパイアされた。ヤングは2019年の自身のウェブサイトへの投稿でこう説明している：
「この曲は僕のお気に入りのひとつなんだ。市場で大暴落があった。2008. 私たちはウィチタでリンクボルトを作っていた。世界はアメリカ経済が崩壊するのを見ていた。誰が騙されたかは明らかだった。歴史に残る出来事だった」

## レコーディング
アルバムは2008年12月にニューヨークのレガシー・スタジオでレコーディングされた。「When Worlds Collide」は、セッションに先立って2008年8月にロンドンのRAKスタジオで録音された。

## 評価
『フォーク・イン・ザ・ロード』でのヤングのヴォーカル・パフォーマンスは、2010年の第52回グラミー賞で最優秀ソロ・ロック・ヴォーカル・パフォーマンス賞にノミネートされた。

## トラックリスト
全曲作詞作曲、ニール・ヤング
| #   | タイトル                 | 作詞 | 作曲・編曲 | 時間 |
| --- | ------------------------ | ---- | ---------- | ---- |
| 1.  | 「When Worlds Collide」  |      |            | 4:14 |
| 2.  | 「Fuel Line」            |      |            | 3:11 |
| 3.  | 「Just Singing a Song」  |      |            | 3:31 |
| 4.  | 「Johnny Magic」         |      |            | 4:18 |
| 5.  | 「Cough Up the Bucks」   |      |            | 4:38 |
| 6.  | 「Get Behind the Wheel」 |      |            | 3:08 |
| 7.  | 「Off the Road」         |      |            | 3:22 |
| 8.  | 「Hit the Road」         |      |            | 3:36 |
| 9.  | 「Light a Candle」       |      |            | 3:01 |
| 10. | 「Fork in the Road」     |      |            | 5:47 |

## 参加ミュージシャン
- ニール・ヤング - エレクトリックギター、アコースティックギター、ヴォーカル、プロダクション
- ベン・キース - ラップスティールギター、エレクトリックギター、ハモンドB-3オルガン、ヴォーカル
- アンソニー・クロフォード - エレクトリックギター、アコースティックギター、ピアノ、ハモンドB-3オルガン、ヴォーカル
- ペギ・ヤング - ヴァイブ、アコースティックギター、ヴォーカル
- リック・ローザス - ベース
- チャド・クロムウェル - ドラム
- ラリー・クラッグ - ギターテクニシャン
- ドン・マコーレー - ドラムテクニシャン
- クレイグ・ロバーツ - ギターテクニシャン

制作スタッフ
- ニコ・ボーラス - プロダクション、レコーディング、ミキシング
- ミッシー・ウェッブ、リッチ・ウッドクラフト - エンジニアリング
- ケビン・ポーター、ハイディ・マーティン - エンジニア補佐
- ジョン・ネッティ - プロダクション補佐、アナログからデジタルへのトランスファー
- ネイサン・ヤーボロー - プロダクション補佐
- リチャード・ドッド - デジタル編集、マスタリング
- ジョン・ノーランド - アナログからデジタルへのトランスファー

ブルーレイ制作スタッフ
- バーナード・シェイキー（ニール・ヤング） - ディレクション、撮影ディレクション（ミュージック・ビデオ）
- L.A. ジョンソン - プロダクション、撮影ディレクション（スタジオビデオ）、メニュー撮影（コンサートビデオ）
- エリオット・ラビノウィッツ - エグゼクティブプロダクション
- ウィル・ミッチェル - アソシエイトプロダクション、オーディオプロダクション（ミュージックビデオ）、メニュー撮影（コンサートビデオ）
- トシ・オオヌキ（大貫敏之） - アートディレクション、編集（ミュージックビデオ）、メニュー撮影（コンサートビデオ）
- マーク・フォークナー - 編集
- ベンジャミン・ジョンソン - 編集、撮影、ディレクション（ミュージックビデオ、コンサートビデオ）
- チストファー・ヘッジ - ミキシング
- クリス・クンツ - アシスタントプロダクション
- ティム・マリガン - マスタリング
- スティーブ・クロス - メニュー撮影（コンサートビデオ）
- ラリー・クラッグ - バンド撮影